# Susanne Pumper
Susanne Pumper, född 1 september 1970, är en friidrottare från Österrike. Hon deltog vid olympiska sommarspelen 2000.